# Vlag van Zevenhuizen (Westerkwartier)

Vlag van Zevenhuizen

De vlag van Zevenhuizen is de vlag van het Nederlandse dorp Zevenhuizen, in de Groningse gemeente Westerkwartier. De vlag werd in 2009 geregistreerd op verzoek van dorpsvereniging "Door Eendracht Sterk".

## Beschrijving
De beschrijving van de vlag luidt als volgt:
Gebaand van rood wit en zwart in de verhouding van 5:2:3, in de rode baan zeven gele sterren over de gehele lengte geplaatst 4-3.

## Symboliek
- Rood veld: verwijst naar een grote veenbrand in 1833 waarbij een groot gebied tussen De Wilp en Leek verwoest werd.[2]

Sterren: duiden op de bewoners van de borg Nienoord van waaruit Zevenhuizen als veenkolonie ontwikkeld werd. Het aantal zeven verwijst naar de plaatsnaam.
- Zwart veld: staat voor de turf.[2]
- Witte balk: symbool voor de kanalen die het afvoeren van de turf mogelijk maakten.[2]